# Рябов, Иван Афанасьевич
Ива́н Афана́сьевич Ря́бов (1902—1958) — русский советский писатель, журналист газеты «Правда» (1937—1958), публицист.

## Биография
Родился в Тверской губернии (сейчас с. Малое Селище Калининского района Тверской области). В 1919 году вступил в ВЛКСМ. Был селькором, библиотекарем, работником волостного исполкома. В 1922—1924 гг. учился в Тверской советской партийной школе, после окончания которой работал в тверских газетах, в 1923 был одним из организаторов Тверской ассоциации пролетарских писателей. В 1926 году ста членом  ВКП(б). С 1928 года жил в Москве, работая в издательстве «Рабочая Москва» разъездным корреспондентом и очеркистом. С 1937 года и до конца жизни трудился в газете «Правда», а также являлся членом редколлегий журналов «Крокодил» (1948—58), «Молодой колхозник» (1948—58), «Наш современник» (1956—58; в 1950—1955 альманаха «Год ...» — предшественника журнала).
Умер в Москве 19 сентября 1958 года. Похоронен на Новодевичьем кладбище.

## Творчество
Начал печататься в 1919 году. Писал главным образом газетные очерки и сатирические фельетоны. Основные темы Рябова — жизнь колхозной деревни, большим знатоком и замечательным бытоописателем которой являлся; также занимался критикой отрицательных явлений. Многие очерки и фельетоны Рябова, даже написанные на «злобу дня», привлекали аналитическим и обобщающим подходом к материалу. Автор книги о Г. И. Успенском, литературно-критических статей о М. Е. Салтыкове-Щедрине, М. А. Шолохове, Л. М. Леонове, воспоминаний о С. Д. Дрожжине.

## Награды
- Орден Отечественной войны I степени (1945) — за активную творческую деятельность в печати и в связи с выходом 10-тысячного номера «Правды»[3]

## Семья
- Жена: Волкова Анастасия Ивановна (1903–1994) — машинистка, сотрудник редакции газеты «Правда»